# Red Stroud
William D. Stroud, detto Red (2 marzo 1941 – Jackson, 22 marzo 2008), è stato un cestista e allenatore di pallacanestro statunitense, professionista nella ABA.

## Carriera
Dopo la carriera universitaria alla Mississippi State University, venne selezionato al quinto giro del Draft NBA 1963, con la 44ª scelta assoluta, dai Boston Celtics. Non giocò mai nella NBA, ma disputò 7 partite nei New Orleans Buccaneers della ABA nel 1967-68.